# 高周波
高周波（こうしゅうは）とは、電波、音波など、波形を構成するスペクトラムのうち比較的周波数の高いものを指す。音波の場合は、超音波と呼ばれることが多い。
「高周波」あるいは「低周波」は周波数に関する事項ではあるが、慣習上、「周波」と言い換えている。
高周波という言葉だけでは周波数の定義は曖昧であり、人間が感知できる高音や超音波から無線周波数まで示す。

## 無線工学での高周波
無線工学の文脈では、高周波とは無線周波数のことで、無線通信の搬送波に使用される周波数の電気信号または電波を指す。「何キロヘルツ以上が高周波である」という定量的な定義があるわけではなく、高周波または無線周波数と呼ぶかどうかは用途によるのである。例えば、オーディオ信号・電子回路では音声周波数帯域と同程度の数10kHz程度であっても低周波に分類されるが、無線通信で使用される場合は10kHz以上が高周波である。英語では radio frequency と言い、RF と略す。意訳的だが、日本語の「高周波」に訳すのが定着しているが、直訳的に「無線周波数」とすることもある。
高周波に対し、無線電話であれば高周波（搬送波）に乗せる（変調をかけられる）信号の周波数のことを低周波または音声周波数と呼び、これはどちらも英語の audio frequency （AF と略す）の直訳ないし意訳である。
他に、スーパーヘテロダイン受信機など、中間周波数（intermediate frequency 、IF と略す）という周波数がある。もっぱら、扱いやすい低めの高周波を使うことから、中間にある周波数ということでそのように呼ばれる。これも、定量的な定義は無い。

## 美容・医療分野
美容・医療分野では超音波、もしくはラジオ波（高周波を意味する英語: Radio Frequencyの直訳から　無線工学では無線周波数）と呼ばれる。
誘電加熱によって体温を上昇させる目的で使われている。美容業界では、体温上昇による基礎代謝の向上に伴う痩身効果を期待して使われる。医療分野では、筋肉・内臓などを局所的に温める温熱療法（ラジオ波焼灼術）や、電気メスで使用されている。一般的な機器では1MHz以下、もしくは3MHzが使われる。また電気メスでは300kHz～5MHzが使われる。
この周波数帯はAMラジオ放送や船舶・航空通信等で使用されているため、出力50W以上の機器を設置・変更・廃止する際は、所轄の総合通信局に高周波利用設備の設置許可を申請する必要がある。